# Дю Файль, Ноэль
Ноэль Дю Файль (фр. Noël du Fail; ок. 1520—1591 гг.) — французский писатель, автор нескольких сборников новелл.

## Биография
Родился в поместье Шато-Летар (фр. Château-Letard), близ Ренна. По происхождению дворянин.
Получил образование юриста. В молодости много странствовал, был солдатом, карточным шулером и школьным учителем. В 1548 году вернулся в Ренн, где, женившись, стал городским адвокатом и членом местного парламента.
В 1547 году в Лионе издал, под псевдонимом-анаграммой Леон Ладюльфи, книгу «Сельские шутливые беседы и смешные забавы». В 1548 году вышли «Шутки, или Новые сказки Этрапеля», а в 1585 году — «Сказки и беседы Этрапеля».
Умер в 1591 году в Ренне.

## Творчество
Был хорошо знаком с античной литературой; испытал влияние Эразма Роттердамского и Франсуа Рабле.
Анатоль Франс называл Дю Файля «самым изобретательным и плодовитым новеллистом эпохи».
А. Д. Михайлов, характеризуя Дю Файля как «областнического бытописателя», чьи произведения представляют собой картины жизни сельской Бретани, отмечал его талант создавать яркие портреты и образы вкупе с неумением строить сюжет и интригу. По мнению Михайлова, рассказы Дю Файля лишь условно относятся к жанру новеллы и близки, скорее, к бытовому очерку нравов.